# Carex austroalpina
Carex austroalpina es una especie de planta herbácea de la familia de las  ciperáceas.

## Descripción
Es una planta densamente cespitosa. Tallos de (30)40-90 cm, trígonos, generalmente lisos. Hojas de (0,8)1-2(2,4) mm de anchura, de longitud igual o menor que los tallos, ásperas en los bordes, planas, canaliculadas o, más raramente, enrolladas; lígula de hasta 1 mm, de ápice redondeado; sin antelígula; vainas basales escuamiformes, de enteras a ligeramente fibrosas, pardas o variablemente teñidas de color púrpura. Bráctea inferior foliácea, de menor longitud que la inflorescencia, envainante. Espiga masculina solitaria, de (15)18-30(35) mm, estrechamente fusiforme; espigas femeninas 1-2(4), de 10-25(30) mm, erectas o colgantes, ± cilíndricas, laxifloras, separadas, pedunculadas, raras veces con algunas flores masculinas en el ápice. Glumas masculinas estrechamente ovales u obovadas, de ápice agudo a cortamente mucronado, raramente obtuso, de color pardo o pardo-rojizo, con margen escarioso; glumas femeninas ovales, de ápice agudo, cortamente mucronado o, con menos frecuencia, obtuso, de color pardo claro, pardo-rojizo o pardo- púrpura, con margen escarioso, de longitud menor o igual que los utrículos. Utrículos (2,8)3-3,5(4,2) × 1,1-1,7 mm, erectos o suberectos, de contorno oval o elíptico, trígonos, con varios nervios marcados, pubescentes en la mitad superior, glabros o casi en la inferior, verdosos o parduscos, a veces con manchas rojas, ± bruscamente estrechados en un pico de 0,5-1 mm, recto, de ápice escarioso, irregularmente roto o bidentado, escábrido. Aquenios (1,5)1,9-2,1 × 1- 1,5 mm, de contorno obovado, trígonos, de color pardo obscuro.  Tiene un número de cromosomas de 2n = 38*, 40*.

## Descripción y hábitat
Se encuentra en las fisuras y taludes herbosos en hayedos, abetales y formaciones mixtas de abeto y haya, sobre calizas; a una altitud 1350-2100 metros. Endemismo de Europa: se encuentra en el sur de los Alpes y Pirineo central. En la península ibérica se conoce únicamente de una localidad de los Pirineos aragoneses (valle de Ordesa).

## Taxonomía
Carex austroalpina fue descrita por  Alfred Becherer y publicado en Candollea 8: 12. 1939.
Etimología
Ver: Carex
austroalpina; epíteto latín que significa "del sur de las montañas".
Sinonimia
- Carex ferruginea subsp. austroalpina (Bech.) W.Dietr.
- Carex ferruginea subsp. tenax (Christ) K.Richt.
- Carex ferruginea var. tenax (Christ) Christ
- Carex sempervirens var. tenax Christ
- Carex tenax Reut.
- Carex tenax var. leucensis Camperio[4][5]